# Råkost
Råkost er en traditionel dansk spise af revne gulerødder, rødkål og citronsaft.
Andre almindelige ingredienser: Løg, æble, rosin eller andre tørrede bær, solsikkekærner eller andre frø eller nødder.